# Elisavet Charalambidu
Elisavet Charalambidu (* 25. března 1985 Brno) je II. česká vicemiss 2008 a bývalá modelka.

## Osobní život
Elisavet Charalambidu pochází z brněnských Bohunic. Zde také navštěvovala základní školu. V letech 2000-2004 studovala na Gymnáziu v Křevové ulici v Brně. Poté studovala Ekonomicko-správní fakultě Masarykovy univerzity.
Její otec je Řek a matka je Češka. Jméno Elisavet dostala po své řecké prababičce.
V roce 2008 se zúčastnila České Miss a stala se II. českou vicemiss a ještě získala titul Česká Miss čtenářů. Součástí výhry byl i roční bezplatný pronájem nového vozu Audi A3. Poté se začala věnovat modelingu, předváděla na přehlídkách a fotila v Česku i v zahraničí. Později se však začala věnovat jezdectví a svému koni Jasmínovi.
Pracuje v oblasti marketingu a managementu.